# Alto Hospicio
Alto Hospicio é uma comuna da província de Iquique, localizada na Região de Tarapacá, Chile. Possui uma área de 572,9 km² e uma população de 50215 habitantes.
A comuna de Alto Hospicio foi criada em 12 de abril de 2004, a partir de uma área destacada da comuna de Iquique.
Alto Hospicio é uma comuna do Chile e da cidade localizada na província de Tarapaca. A história de Alto Hospicio sempre esteve ligada às cidades vizinhas. Seu início pode ser atribuída aos macacos indígenas costeiras, que após a subida cansativa de 550 metros do riacho e por Ique Ique chamado de mula para baixo, ao pé do setor que está agora sob molle parou para descansar.
pós a Guerra do Pacífico Alto Hospicio foi uma estação ferroviária nitrato desolada, onde não mais do que viveu 100 pessoas. Até o ano 1950, resolvido no setor Aymara pequenos agricultores do interior da região.. Essa é a origem agrícola primeiro Alto Hospicio, onde as cercas são construídas primeira parcela do lugar com modestos fazendas e plantações de animais.
O boom econômico vivido pela cidade de Iquique, na década de 90, Comuna fez explodir demograficamente, de ser um pequeno grupo de casas em uma grande comunhão com milhares de habitantes.
Alto Hospicio é apenas 600 metros acima do nível do mar e clima de deserto costeiro é semelhante ao pampa, que é influenciada pelo clima seco ea corrente de Humboldt. Summers são caracterizados por céu claro e ensolarado clima pampino.
Inf:http://www.waykike.cl/pt/alto-hospicio